# Zigenoïdeus
Els zigenoïdeus (Zygaenoidea) són una superfamília de lepidòpters ditrisis del subordre dels glossats. Per bé que pertanyen al grup informal de les arnes o papallones nocturnes, moltes de les seves espècies són diürnes.

## Taxonomia
El zigenoïdeus son una gran superfamília que inclou, segons la darrera actualització, 12 famílies i més de 3.000 espècies:
Superfamília Zygaenoidea Latreille, 1809 (12 famílies)
- Família Epipyropidae Dyar, 1903 (9 gèneres, 32 espècies)
- Família Cyclotornidae Meyrick, 1912 (1 gènere, 5 espècies)
- Família Heterogynidae Rambur, 1866 (1 gènere, 10 espècies)
- Família Lacturidae Heppner, 1995 (8 gèneres, 120 espècies)
- Família Phaudidae Kirby, 1892 (3 gèneres, 15 espècies) 54
- Família Dalceridae Dyar, 1898 (11 gèneres, 80 espècies)
- Família Limacodidae Duponchel, 1845 (301 gèneres, 1.672 espècies)
- Família Megalopygidae Herrich-Schäffer, 1855 (23 gèneres, 232 espècies)
- Família Aididae Schaus, 1906 (2 gèneres, 6 espècies)
- Família Somabrachyidae Hampson, 1920 (4 gèneres, 8 espècies)
- Família Himantopteridae Rogenhofer, 1884 (11 gèneres, 80 espècies)
- Família Zygaenidae Latreille, 1809 (170 gèneres, 1.036 espècies)